# Rhionaeschna itataia
Rhionaeschna itataia là loài chuồn chuồn trong họ Aeshnidae. Loài này được Carvalho & Salgado mô tả khoa học đầu tiên năm 2004.